# Rally Cataluña de 1992
El Rally Cataluña de 1992, oficialmente 28º Rally Catalunya - Costa Brava (Rallye de España), fue la edición 28.º y la decimotercera ronda de la temporada 1992 del Campeonato Mundial de Rally, que por segundo año consecutivo solo era puntuable para el campeonato de pilotos. Se celebró del 9 al 11 de noviembre y contó con un itinerario de veintinueve tramos de asfalto que sumaban un total de 519,65 km cronometrados.
El ganador fue el español Carlos Sainz que lideró toda la prueba a bordo de un Toyota Celica Turbo 4WD (ST185) y obtenía la primera victoria en la prueba española. Sainz se impuso en los tramos de asfalto con un Celica muy mejorado y aguantó a sus rivales en los tramos de tierra. Juha Kankkunen finalizó por detrás a solo 36 segundos del español y el francés Didier Auriol se salió de la carretera por una avería en la dirección que lo mandó a una zanja que los espectadores tardaron media hora en sacar. A pesar de la remontada posterior solo pudo finalizar décimo, situación que lo colocaba tercero en la general del mundial.

## Itinerario y ganadores
| Día        | Tramo | Nombre                            | Distancia | Ganador             | Tiempo    | Vel. media  | Líder rally  |
| ---------- | ----- | --------------------------------- | --------- | ------------------- | --------- | ----------- | ------------ |
| 1 (9 nov)  | SS1   | Arbucias - Viladrau               | 16.17 km  | Carlos Sainz        | 10:28     | 92.69 km/h  | Carlos Sainz |
| 1 (9 nov)  | SS2   | l'Enclusa - Sant Hilari           | 27.45 km  | Carlos Sainz        | 17:52     | 92.18 km/h  | Carlos Sainz |
| 1 (9 nov)  | SS3   | Coll de Bracons 1                 | 19.89 km  | François Delecour   | 12:58     | 92.04 km/h  | Carlos Sainz |
| 1 (9 nov)  | SS4   | La Trona                          | 12.85 km  | Carlos Sainz        | 8:25      | 91.60 km/h  | Carlos Sainz |
| 1 (9 nov)  | SS5   | Alpens - Vilada                   | 21.23 km  | Carlos Sainz        | 13:11     | 96.62 km/h  | Carlos Sainz |
| 1 (9 nov)  | SS6   | La Mina                           | 17.16 km  | Carlos Sainz        | 9:45      | 105.60 km/h | Carlos Sainz |
| 1 (9 nov)  | SS7   | ?                                 | ?         | Cancelado           | Cancelado | Cancelado   | Carlos Sainz |
| 1 (9 nov)  | SS8   | Santa Eulalia de Riuprimer        | 13.27 km  | Carlos Sainz        | 7:27      | 106.87 km/h | Carlos Sainz |
| 1 (9 nov)  | SS9   | Alpens - Les Llosses              | 21.91 km  | Didier Auriol       | 14:18     | 91.93 km/h  | Carlos Sainz |
| 1 (9 nov)  | SS10  | Coll de Santigosa                 | 10.60 km  | Carlos Sainz        | 7:12      | 88.33 km/h  | Carlos Sainz |
| 1 (9 nov)  | SS11  | Coll de Bracons 2                 | 19.89 km  | Carlos Sainz        | 13:01     | 91.68 km/h  | Carlos Sainz |
| 1 (9 nov)  | SS12  | Collspana - Sant Hilari           | 26.11 km  | Carlos Sainz        | 17:03     | 91.88 km/h  | Carlos Sainz |
| 2 (10 nov) | SS13  | Lloret de Mar 1                   | 8.80 km   | José María Bardolet | 8:30      | 62.12 km/h  | Carlos Sainz |
| 2 (10 nov) | SS14  | El Subira 1                       | 30.32 km  | Juha Kankkunen      | 25:29     | 71.39 km/h  | Carlos Sainz |
| 2 (10 nov) | SS15  | l'Estany                          | 8.23 km   | Didier Auriol       | 5:35      | 88.44 km/h  | Carlos Sainz |
| 2 (10 nov) | SS16  | Rajadell - Castellfollit del Boix | 21.05 km  | Juha Kankkunen      | 15:19     | 82.46 km/h  | Carlos Sainz |
| 2 (10 nov) | SS17  | Prats de Rei                      | 13.48 km  | Didier Auriol       | 7:22      | 109.79 km/h | Carlos Sainz |
| 2 (10 nov) | SS18  | Pinos - Riner                     | 31.51 km  | Juha Kankkunen      | 19:37     | 96.38 km/h  | Carlos Sainz |
| 2 (10 nov) | SS19  | Montmajor - Casserres             | 12.62 km  | Didier Auriol       | 8:34      | 88.39 km/h  | Carlos Sainz |
| 2 (10 nov) | SS20  | Sant Jaume de Frontanya           | 9.95 km   | Juha Kankkunen      | 8:38      | 69.15 km/h  | Carlos Sainz |
| 2 (10 nov) | SS21  | Santa Maria de Merles             | 14.10 km  | Carlos Sainz        | 7:21      | 115.10 km/h | Carlos Sainz |
| 2 (10 nov) | SS22  | Vilanova de Sau 1                 | 21.24 km  | Juha Kankkunen      | 19:13     | 66.32 km/h  | Carlos Sainz |
| 2 (10 nov) | SS23  | Santa Coloma - Sant Feliu 1       | 27.95 km  | Juha Kankkunen      | 25:33     | 65.64 km/h  | Carlos Sainz |
| 2 (10 nov) | SS24  | La Creu de Lloret 1               | 12.78 km  | Andrea Aghini       | 9:20      | 82.16 km/h  | Carlos Sainz |
| 3 (11 nov) | SS25  | El Subira 2                       | 30.32 km  | Didier Auriol       | 25:06     | 72.48 km/h  | Carlos Sainz |
| 3 (11 nov) | SS26  | Vilanova de Sau 2                 | 21.24 km  | Didier Auriol       | 18:37     | 68.45 km/h  | Carlos Sainz |
| 3 (11 nov) | SS27  | Santa Coloma - Sant Feliu 2       | 27.95 km  | Didier Auriol       | 24:30     | 68.45 km/h  | Carlos Sainz |
| 3 (11 nov) | SS28  | Lloret de Mar 2                   | 8.80 km   | Didier Auriol       | 8:21      | 63.23 km/h  | Carlos Sainz |
| 3 (11 nov) | SS29  | La Creu de Lloret 2               | 12.78 km  | Didier Auriol       | 8:54      | 86.16 km/h  | Carlos Sainz |

## Clasificación final
| Pos.                 | Piloto               | Copiloto           | Automóvil                       | Tiempo  | Diferencia | Puntos |
| WRC                  | WRC                  | WRC                | WRC                             | WRC     | WRC        | WRC    |
| -------------------- | -------------------- | ------------------ | ------------------------------- | ------- | ---------- | ------ |
| 1.                   | Carlos Sainz         | Luis Moya          | Toyota Celica Turbo 4WD (ST185) | 6:21:13 | 0.0        | 20     |
| 2.                   | Juha Kankkunen       | Juha Piironen      | Lancia Delta HF Integrale       | 6:21:49 | +0:36      | 15     |
| 3.                   | Andrea Aghini        | Sauro Farnocchia   | Lancia Delta HF Integrale       | 6:22:45 | +1:32      | 12     |
| 4.                   | Alessandro Fiorio    | Vittorio Brambilla | Lancia Delta HF Integrale       | 6:27:39 | +6:26      | 10     |
| 5.                   | Armin Schwarz        | Arne Hertz         | Toyota Celica Turbo 4WD (ST185) | 6:29:43 | +8:30      | 8      |
| 6.                   | Jesús Puras          | Alex Romaní        | Lancia Delta HF Integrale       | 6:29:43 | +8:30      | 6      |
| 7.                   | Gustavo Trelles      | Jorge del Buono    | Lancia Delta HF Integrale       | 6:31:30 | +10:17     | 4      |
| 8.                   | Pedro Diego          | Iciar Muguerza     | Lancia Delta HF Integrale       | 6:43:30 | +22:17     | 3      |
| 9.                   | Mohammed bin Sulayem | Ronan Morgan       | Ford Sierra Cosworth 4x4        | 7:02:13 | +41:00     | 2      |
| 10.                  | Didier Auriol        | Bernard Occelli    | Lancia Delta HF Integrale       | 7:12:12 | +50:59     | 1      |
| PWRC                 |                      |                    |                                 |         |            |        |
| 1.(9.)               | Mohammed bin Sulayem | Ronan Morgan       | Ford Sierra Cosworth 4x4        | 7:02:13 | 0.0        |        |
| 2.(17.)              | Fernando Capdevila   | Alfredo Rodríguez  | Ford Sierra Cosworth 4x4        | 7:35:29 | +33:16     |        |
| Campeonato de España |                      |                    |                                 |         |            |        |
| 1.                   | Carlos Sainz         | Luis Moya          | Toyota Celica Turbo 4WD (ST185) | 6:21:13 | 0.0        |        |
| 2. (6.)              | Jesús Puras          | Alex Romaní        | Lancia Delta HF Integrale       | 6:29:43 | +8:30      |        |
| 3. (7.)              | Gustavo Trelles      | Jorge del Buono    | Lancia Delta HF Integrale       | 6:31:30 | +10:17     |        |
| 4. (8.)              | Pedro Javier Diego   | Icíar Muguerza     | Lancia Delta HF Integrale       | 6:43:30 | +22:17     |        |
| 5. (11.)             | Luis Climent         | José Antonio Muñoz | Opel Corsa GSi                  | 7:16:38 | +55:25     |        |

| Predecesor: Ourense 1992 | España 1992 | Sucesor: Madrid 1992 |